# اوبرزولتسن
اوبرسولتسن (به آلمانی: Obersülzen) یک شهر در آلمان است که در باد دورکهایم واقع شده‌است. اوبرسولتسن ۶۰۶ نفر جمعیت دارد.